# Инжењерско-архитектонска канцеларија
Инжињерско-архитектонска кацеларија било је приватно грађевинско предузеће, које је основао Милош Савчић 1893. године у Београду. Био је то веома смео потез који је изазвао скепсу, како у јавности, тако и у самој Савчићевој породици. У тадашњем Београду било је доста грађевинара, који су имали своје фирме, али је било свега пар стручњака-техничара, тако да је канцеларија Милоша Савчића била прва те врсте.
Први посао његве фирме била је изградња куће за Луку Ћеловића у Карађорђевој улици. Ова кућа је срушена и данас не постоји. На овом пројекту сарађивао је са тек дипломираним архитектом Гашпаром Бекером, коме је било поврено пројектовање фасаде куће.
У време првих грађевинских радова Милоша Савчића држава није била толико финансијски јака да би могла финансирати веће грађевинске пројекте као што су железнице, мостови, путеви и слично. Иако је Милош Савчић имао више склоности ка таквим пројектима, ипак је у почетку пројектовао само куће. Његове грађевине имале су своју карактеристику и он је доста труда улагао да оне буду и физички лепе. Рат је уништио архиву инжињерско-архитектонске кацеларије, а и многе зграде које су пројектоване данас више не постоје.
Ипак, за неке грађевине знамо сигурно да су планови рађени у овој канцеларији. Таква је троспратница на Теразијама број 7, грађена за Јоцу Јовановића Шапчанина. Затим зграда Класне лутрије у Београду, у улици Васе Чарапића број 20, чију је фасаду пројектовао универзитетски професор Милан Капетановић. Потом и једноспратна зграда у Чика Љубиној улици број 18, грађеној за Милана Павловића. Последња предратна зграда, коју је пројектовао Савчић, била је зграда Прометне банке на углу Кнез Михаилове и Кнегиње Љубице у Београду, пројектована 1911/1912, а грађена 1913. године.
Још пре рата Савчић је направио пројекат за изградњу београдског водовода и канализације, иако је опште уверење било да се такви послови не могу препустити домаћим предузимачима, због тежине и обима посла.
После рата имао је Савчић много посла у обнови порушених зграда, али је убрзо наставио и са новим подухватима. Године 1921. гради палату Извозне банке на Теразијама број 5, за коју је пројекат направио заједно са својим сарадником архитектом Данилом Владисављевићем. У Далматинској улици број 9 подиже први спрат на приземници 1923. године, на адвокатској канцеларији на Топличином венцу борј 14, гради трећи и четврти спрат 1921. године, 1926. гради своју палату у Добрињској улици број 10 и први спрат у Далматинској улици број 11. Године 1928. гради летњу вилу у Румунској улици број 19. Код свих ових радова био је Савчић сам свој пројектант, архитекта и изводилац, те је све грађевине радио у сопственој режији, радећи све послове око цртања, диспонирања, архитектуре и касније изградње, договарајући се са мајсторима, водећи надзор над радовима и вршећи обрачуне. Градња Скопског Официрског Дома 1925. године била је у неку руку и његов опроштај од грађевинарства.
Оно што је занимљиво и значајно је то да су се приватни послови закључивали без компликованих процедура, без такси, уверења, ни катастарских планова. Већи уговори су се правили обичним писмом, док су мањи договарани усмено.